# Rynkskinn
Rynkskinn (Phlebia mellea) är en svampart som beskrevs av Overh. 1930. Phlebia mellea ingår i släktet Phlebia och familjen Meruliaceae.   Inga underarter finns listade i Catalogue of Life.
I den svenska databasen Dyntaxa används istället namnet Phlebia centrifuga för samma taxon.  Arten är reproducerande i Sverige.